# Ana María Cetto

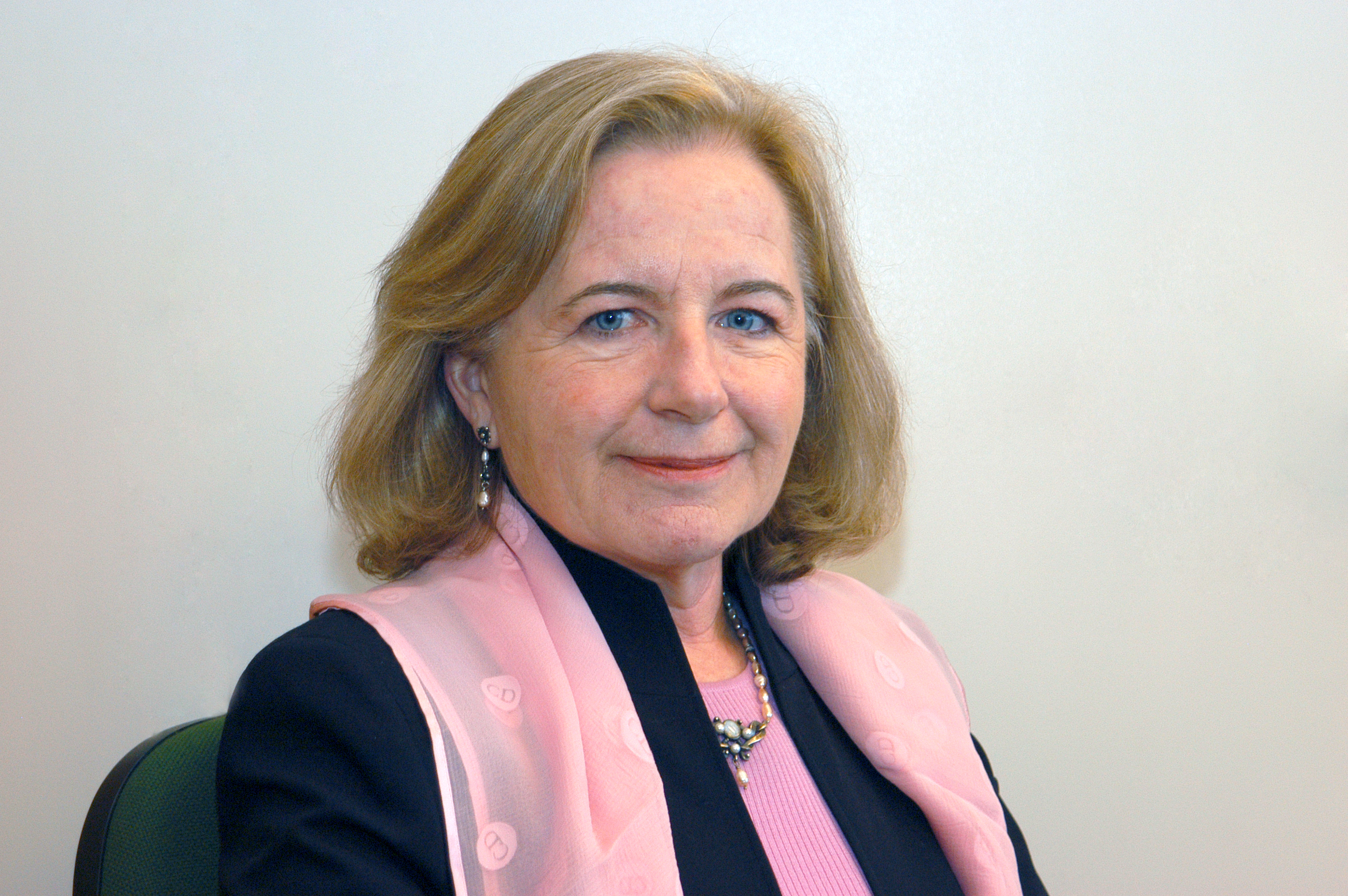
Ana María Cetto 2003

Ana María Cetto Kramis (* 18. Februar 1946 in Mexiko-Stadt) ist eine mexikanische Physikerin und Professorin. 
Sie ist bekannt für ihre Beiträge zur Quantenmechanik, Stochastik, Elektrodynamik und Biophysik des Lichts sowie für ihre Arbeit als Pazifistin. 
Von 2003 bis 2010 war sie stellvertretende Generaldirektorin der Internationalen Atomenergie-Organisation (IAEA). Sie ist außerdem Professorin an der Fakultät für Naturwissenschaften der Nationalen Autonomen Universität von Mexiko (UNAM), deren Direktorin sie auch war.

## Schriften (Auswahl)
- Publicaciones científicas en América Latina. Mexiko-Stadt: Universidad Nacional Autónoma de México, 1995. ISBN 968-164871-4
- La luz: en la naturaleza y en el laboratorio. Mexiko-Stadt: Secretaría de Educación Pública, 2003. ISBN 978-968-16-6845-7
- Navegante sin fronteras: homenaje a Luis de la Peña. Mexiko-Stadt: Universidad Nacional Autónoma de México, 2006. ISBN 970-323167-5
- Light beyond 2015. Mexiko-Stadt: Universidad Nacional Autónoma de México, 2017. ISBN 978-607-02-9190-6